# Cristhian Machado
Cristhian Machado Pinto (20 giugno 1990) è un calciatore boliviano, centrocampista del Wilstermann e della nazionale boliviana.

## Carriera

### Club
Ha sempre giocato in Bolivia, con due squadre, il Wilstermann, squadra dalle cui giovanili è uscito, e lo Sport Boys Warnes. Esordisce in Coppa Libertadores il 17 febbraio 2011 nella sconfitta per 2-0 contro il Jaguares, valida per il girone 6. Con il Wilstermann vince il Clausura 2015-2016.

### Nazionale
Viene convocato per la Copa América Centenario negli Stati Uniti.

## Palmarès
- Campionato boliviano: 1

Wilstermann: Clausura 2015-2016